# Jenga
Jenga è un gioco da tavolo per qualsiasi età. Il nome del gioco è tratto dalla lingua swahili; jenga significa "costruisci!", imperativo del verbo kujenga. Il gioco è stato inventato da Leslie Scott.
La preparazione si effettua sistemando 54 blocchi di legno su piani che formano una torre di 18 piani, con tre blocchi per piano. 
I giocatori a turno sottraggono un blocco di legno a loro scelta dalla torre e, con una sola mano, lo posizionano sulla sommità della stessa.
Durante il gioco, la torre diventa sempre più instabile, così quando uno dei giocatori sottrae il pezzo che la fa crollare questo giocatore ha perso. Il vincitore del gioco è quello che ha giocato prima del perdente.